# Idelisa Bonnelly
Idelisa Bonnelly (Santiago de los Caballeros, 10 de septiembre de 1931), és una biòloga marina dominicana considerada la «mare de la conservació marina al Carib», fundadora de l'estudi de la biologia a la República Dominicana, així com de l'Institut de Biologia Marina i de la Fundació Dominicana per a la Investigació Marina. Va ser instrumental en la creació del primer Santuari de Balenes Geperudes de l'Atlàntic Nord i ha guanyat nombrosos premis, incloent la Medalla Marie Curie de la Unesco i l'Orden al Mérito de Duarte, Sánchez y Mella. La BBC s'ha referit a Bonnellay com una de les científiques més importants de l'Amèrica Llatina.

## Premis i medalles
- 1986 Medalla del Mérito en ciencia, Gobierno de República Dominicana[3]
- 1987 Premio Nacional de Ciencias, Academia de Ciencias de República Dominicana[3]
- 1987 Premio Global 500, Programa de las Naciones Unidas para el Medio Ambiente[3]
- 1990 Profesorado Meritorio Universidad Autónoma de Santo Domingo[3]
- 2008 Premio Nacional de Ecología, Fundación Corripio][4]
- 2009 Medalla Marie Curie Medal[7] UNESCO[4]
- 2010 Distinguished Service Award in Biology (SCB), Sociedad de Conservación Biológica, Victoria, Canada[1]
- 2011 Orden al Mérito de Duarte, Sánchez y Mella, Gobierno de República Dominicana[1]

## Obres seleccionades
- Bonnelly de Calventi, Idelisa (1974). Informe Sobre la Pesca en la Republica Dominicana. Centro de Investigaciones de Biologia Marina, Universidad Autónoma de Santo Domingo.
- Bonnelly de Calventi, Idelisa (1974). Estudios de biología pesquera dominicana. Editorial de la Universidad Autónoma de Santo Domingo.
- Bonnelly de Calventi, Idelisa (1974). La investigación pesquera y sus proyecciones. Universidad Autónoma de Santo Domingo.
- Bonnelly de Calventi, Idelisa (1978). Conservación y ecodesarrollo. Centro de Investigaciones de Biología Marina, Universidad Autónoma de Santo Domingo.
- Bonnelly de Calventi, Idelisa; Vásquez Tineo, Manuel; Terrero, David (1985). Informe, aspectos químicos y usos nativos de plantas en la medicina folklórica dominicana : estudio bibliográfico. Centro de Investigaciones de *Biología Marina, Universidad Autónoma de Santo Domingo.
- Bonnelly de Calventi, Idelisa (1994). Mamíferos marinos en la República Dominicana.